# Romy Bär
Romy Bär (* 17. Mai 1987 in Karl-Marx-Stadt) ist eine deutsche Basketballspielerin. Als nahezu positionsloser und vielseitiger Spielertyp verkörpert sie im Sinne eines Point Forward den modernen Basketball.

## Karriere
Die 1,87 Meter große, überwiegend als Power-Forward eingesetzte Spielerin begann bei den Basketgirls in Chemnitz mit dem Basketballspielen und gewann 2002 mit der U16 der Basketgirls in Berlin die deutsche Meisterschaft. Im Endspiel war sie beim 76:72-Erfolg gegen Nördlingen mit 24 Punkten erfolgreichste Korbschützin.
Mit 15 Jahren spielte sie bereits in den Reihen Chemnitz’ in der 2. Damen-Basketball-Bundesliga und stieg mit den Chemcats Chemnitz 2006 in die 1. Damen-Basketball-Bundesliga auf. Zur Saison 2007/08 wechselte Bär zum Ligakonkurrenten TV 1872 Saarlouis und wurde mit den Saarländerinnen Pokalsiegerin und Vizemeisterin. In der Saison 2008/09 bekleidete sie das Amt der Spielführerin und errang erneut den Pokalsieg sowie die deutsche Meisterschaft. Für ihre Leistung während der Saison wurde sie zu Beginn der Saison 2009/10 als Spielerin des Jahres der Liga geehrt. In der Saison 2009/10 konnte sie mit den Saarlouis Royals den Pokalsieg und die Meisterschaft wiederholen. Nach der Beendigung ihres Studiums im Sommer 2010 und dem Gewinn von fünf Titeln in drei Jahren mit den Royals wechselte Bär nach Frankreich zu Challes-les-Eaux. Zur Saison 2014/15 wechselte sie zusammen mit Nationalmannschaftskollegin Katharina Fikiel in die Slowakei zum Erstligisten Good Angels Košice.
Nach einer Saison in der Slowakei wechselte sie wieder nach Frankreich und wurde im August 2015 vom Erstligisten Cavigal Nice Basket 06 verpflichtet. Sie blieb zwei Jahre dort und wechselte zur Saison 2017/18 innerhalb der französischen Liga zu Lattes Montpellier Agglomeration Basket und trat mit dem Verein auch in der Euroleague an. Bär ging ins australische Brisbane und spielte dort in der Sommersaison 2018 für die Southern District Spartans in der Queensland Basketball League (QBL) und gewann den Meistertitel. In der Saison 2018/19 spielte sie bei Villeneuve D’Asq ESB Lille Metropole in Frankreich.
Im Sommer 2020 wechselte sie nach Deutschland zurück und nahm ein Angebot des Zweitligisten RheinLand Lions an. Mit dem Verein aus Bergisch Gladbach stieg sie in die Bundesliga auf und wurde 2022 deutsche Vizemeisterin. Im Januar 2023 meldete der Verein Zahlungsunfähigkeit an, Bär wechselte zum Zweitligisten BBZ Opladen.
Bär wurde Mutter und pausierte im Spieljahr 2023/24, der Bundesligist Mitteldeutscher BC vermeldete im Mai 2024 ihre Verpflichtung.

## Nationalmannschaft
Romy Bär durchlief sämtliche Jugendnationalmannschaften und wurde 2008 in den Kader der A-Nationalmannschaft berufen. Im Vorbereitungsspiel zur zusätzlichen Qualifikationsrunde zur Europameisterschaft bestritt sie gegen Belgien ihr erstes Länderspiel. Bei ihrem ersten Punktspieleinsatz war sie am 7. Januar 2009 in Kiew bei der 47:73-Niederlage gegen die Ukraine mit 21 Punkten die erfolgreichste deutsche Werferin.
2024 nahm sie an den Olympischen Sommerspielen in Paris teil. Dort erreichte sie wie bei der EM 2025 mit der deutschen Auswahl das Viertelfinale.

## Erfolge

### Nationalmannschaft
- Europameisterschaft, Teilnehmerin (1): 2011
- U16/U18/U20, Junioren-Europameisterschaft, Teilnehmerin (5): 2003, 2004, 2005, 2006, 2007

### Vereine
Deutschland
- Deutscher Meister (2): 2009, 2010
- Deutscher Vizemeister (1): 2022
- Deutscher Pokalsieger (3): 2008, 2009, 2010
- Meister 2. DBBL / Aufstieg 1. Bundesliga (2): 2006, 2021
- Deutscher Jugendmeister (2): 2002 (U16/C-Jugend), 2005 (U20/A-Jugend)

International
- Euroleague, Teilnehmerin (3): 2014/15, 2017/18, 2018/19
- Eurocup, Teilnehmerin (2): 2009/10, 2016/17
- Slowakischer Meister (1), Slowakischer Pokalsieger (1): 2015
- Australischer Regionalmeister, Queensland: North Champion (1): 2018

## Auszeichnungen und Rekorde
- Saarsportler des Jahres (2): 2008 (Mannschaft), 2009 (Saarsportlerin des Jahres)
- DBBL-Spielerin des Jahres der Saison 2009/10
- Rheinisch-Bergischer Kreis Sportlerinnen des Jahres 2021 (Mannschaft)[19]
- meiste Pflichtspiele eines deutschen Basketballspielers für französische Vereine (rund 280 Spiele, darunter 195 Hauptrunde, 37 Playoffs, 40 Europapokal, 5 Landespokal)[20]
- meiste Länderspiele (81) für die Bundesrepublik Deutschland eines in der DDR geborenen Basketballspielers (vgl. Kerstin Tzscherlich, Volleyball mit 373 Länderspielen)[21]
- Anwärterin auf letztes/spätestes Länderspiel für die Bundesrepublik Deutschland eines in der DDR geborenen Sportlers (vgl. Marcus Böhme, Volleyball, vgl. Toni Kroos, Fußball am 29. Juni 2021)
- Rekord-Basketballnationalspielerin deutscher Verbände, unter den ersten Zehn bei den erzielten Punkten (Gesamt, Max, Schnitt), unter den ersten 25 bei Spielen, ähnlicher Punkteschnitt (12) wie DBB-Auswahlspielerin Marlies Askamp (Anführerin der Bronze-Mannschaft der EM 1997),[22] ähnliche Länderspielanzahl (8×) wie DBV-Auswahlspielerin Renate Ameis (Anführerin der Bronze-Mannschaft der EM 1966)[23]

## Persönliches
- Bärs Lebensgefährtin ist die ehemalige US-Profibasketballerin Ambrosia Anderson, welche zuletzt für BBZ Opladen (2021/22) spielte,[24] gemeinsam spielten beide in Nizza und Australien
- Neben der Spielerkarriere hat Bär einen Bachelorstudiengang in Sportwissenschaft durchlaufen und sich später zur Ernährungsberaterin weitergebildet[25]
- Bär hat eine Schwester, ihre Eltern leben noch in Chemnitz. 2019 nahm sie eine sportliche Auszeit und entschied sich dann für die Fortsetzung ihrer Basketballlaufbahn[26]
- Sie mag Hunde und Tattoos[27][28], das linke Fußgelenk ziert Chinesisch „Liebe-Glaube-Hoffnung“[29], ein Traumfänger[30] befindet sich seit 2017 auf der Innenseite des linken Unterarms
- Die Zahlen 4 und 6 sind nicht nur Bestandteil ihrer meistgenutzten Trikotnummer (46), sondern auch in alternativen Rückennummern verarbeitet wie z. B. 4, 5 (Zwischenzahl), 10 (4+6), 24 (2+4=6)

## Statistiken

### Bestleistungen (Karrierebestwerte)
| Kategorie | Wert | Spiel (Datum, Gegner, Ergebnis)                     |
| --------- | ---- | --------------------------------------------------- |
| Punkte    | 27   | EM-Gruppenspiel (08.07.2006, Lettland, W 81-52)     |
| Rebounds  | 18   | EM-Gruppenspiel (10.07.2004, Ungarn, W 63-57)       |
| Assists   | 9    | EM-Platzierungsspiel (26.07.2003, Italien, W 66-57) |
| Steals    | 9    | EM-Qualifikation (26.04.2003, England, W 64-56)     |

| Kategorie | Wert | Spiel (Datum, Gegner, Ergebnis)                                     |
| --------- | ---- | ------------------------------------------------------------------- |
| Punkte    | 27   | EM-Qualifikation (15.06.2014, Ukraine, L 72-81)                     |
| Rebounds  | 11   | mehrfach, zuletzt Extraliga (14.02.2015, Piešťanské Čajky, W 79-50) |
| Assists   | 12   | LFB-Saisonspiele (2) (zuletzt 03.02.2018, Tarbes, W 93-88)          |
| Steals    | 9    | LFB-Saisonspiel (04.12.2010, Saint-Amand, L 50-62)                  |

| Nr. | Spiel (Datum)                 | Gegner            | Ergebnis | Punkte | Rebounds | Assists | Steals |
| --- | ----------------------------- | ----------------- | -------- | ------ | -------- | ------- | ------ |
| 1   | QBL-Endspiel am 25.08.2018    | Townsville Flames | W 90-78  | 10     | 10       | 9       |        |
| 2   | QBL-Saisonspiel am 30.06.2018 | USC Rip City      | W 94-73  | 16     | 9        | 10      |        |
| 3   | LFB-Saisonspiel am 14.01.2017 | Saint-Amand       | L 75-77  | 16     | 9        | 11      |        |
| 4   | LFB-Saisonspiel am 04.12.2010 | Saint-Amand       | L 50-62  | 8      | 10       |         | 9      |

### Saisonleistungen (Mittelwerte)
Legende zur Spielerstatistik:
(GP = Spiele insgesamt; W-L = Siege-Niederlagen; MPG = gespielte Minuten pro Spiel; FG% = Wurfquote aus dem Feld (inkl. 3P); 3P% = Wurfquote aus dem 3-Punktebereich; FT% = Freiwurfquote; RPG = Rebounds pro Spiel; APG = erzielte Assists pro Spiel; SPG = erzielte Steals pro Spiel; BPG = erzielte Blocks pro Spiel; PPG = erzielte Punkte pro Spiel)
Junioren-Nationalmannschaft
| Wettbewerb                    | Teams                                    | GP | W-L   | MPG  | FG % | 3P % | FT % | RPG | APG | SPG | BPG | PPG  |
| ----------------------------- | ---------------------------------------- | -- | ----- | ---- | ---- | ---- | ---- | --- | --- | --- | --- | ---- |
| Junioren-EM Qualifikation (2) | U16 (2002/03), U18 (2003/04)             | 19 | 13-6  |      | 42.0 | 23.6 | 63.8 | 5.7 | 2.4 | 4.0 | 0.8 | 10.3 |
| Junioren-EM (5)               | U16 (2003), U18 (2004–05), U20 (2006–07) | 38 | 16-22 | 32.0 | 35.1 | 27.9 | 74.8 | 7.6 | 3.2 | 3.2 | 1.1 | 12.4 |

Austragungsort (FIBA European Championship ...): 2003 Türkei (for Cadettes „B“), 2004 Slowakei (for Women U18 „A“), 2005 Ungarn (U18 Women Division A), 2006 Ungarn und 2007 Bulgarien (U20 Women Division A)
Frankreich
| Saisonphase    | Teams                                  | GP  | W-L    | MPG  | FG % | 3P % | FT % | RPG | APG | SPG | BPG | PPG  |
| -------------- | -------------------------------------- | --- | ------ | ---- | ---- | ---- | ---- | --- | --- | --- | --- | ---- |
| Hauptrunde (8) | Challes-les-Eaux, Lyon, Nizza, ... (5) | 195 | 119-76 | 27.6 | 40.3 | 29.8 | 80.6 | 4.1 | 3.4 | 1.8 | 0.4 | 8.2  |
| Playoffs (7)   | Challes-les-Eaux, Lyon, Nizza, ... (5) | 32  | 15-17  | 28.4 | 46.2 | 41.1 | 94.7 | 4.3 | 2.8 | 1.7 | 0.5 | 10.0 |

LFB 2010–2019 (ohne Saison 2014/15), meiste reguläre Saisonspiele für Challes-les-Eaux, Lyon (je 52), Nizza (48), meiste Playoffspiele für Nizza (12)
Europa
| Wettbewerb     | Teams                                  | GP | W-L  | MPG  | FG % | 3P % | FT % | RPG | APG | SPG | BPG | PPG  |
| -------------- | -------------------------------------- | -- | ---- | ---- | ---- | ---- | ---- | --- | --- | --- | --- | ---- |
| EuroLeague (3) | Košice, Montpellier, Villeneuve d’Ascq | 44 | 9-35 | 23.5 | 40.3 | 34.9 | 76.1 | 3.2 | 1.7 | 1.3 | 0.4 | 6.3  |
| EuroCup (2)    | Saarlouis, Nizza                       | 22 | 13-9 | 30.7 | 43.0 | 27.1 | 76.1 | 5.2 | 3.8 | 2.0 | 0.8 | 11.8 |

FIBA Europe Vereinswettbewerbe: 2009/10 mit Saarlouis (14 Spiele), 2014/15 mit Košice (12), 2016/17 mit Nizza (8), 2017/18 mit Montpellier (16), 2018/19 mit Villeneuve d’Ascq (16), Qualifikationsspiele berücksichtigt
Slowakei und Australien
| Wettbewerb        | Team                        | GP | W-L  | MPG  | FG % | 3P % | FT % | RPG | APG | SPG | BPG | PPG  |
| ----------------- | --------------------------- | -- | ---- | ---- | ---- | ---- | ---- | --- | --- | --- | --- | ---- |
| Extraliga 2014/15 | Good Angels Košice          | 19 | 19-0 | 24.3 | 47.2 | 34.2 | 74.4 | 5.1 | 3.2 | 2.6 | 0.7 | 9.3  |
| QBL 2018          | Southern Districts Spartans | 18 | 15-3 | 26.0 | 48.8 | 29.3 | 87.1 | 5.7 | 5.9 | 2.6 | 1.1 | 11.5 |